# Alexander Shapiro
Alexander Shapiro (russisch Александр Шапиро; * 1949 in der Sowjetunion) ist ein sowjetisch-israelisch-US-amerikanischer angewandter Mathematiker.
Shapiro erhielt 1971 seinen Abschluss in Mathematik von der Lomonossow-Universität, emigrierte nach Israel und wurde dort 1981 an der Ben-Gurion-Universität im Negev promoviert. Er ist Professor am Georgia Institute of Technology (H. Milton Stewart School of Industrial and Systems Engineering), an der er A. Russell Chandler III Professor ist.
Shapiro befasst sich mit stochastischer Programmierung, Risikoanalyse, multivariater statistischer Analyse und auf Simulation basierender Optimierung. Er war ein Pionier in der Komplexitätstheorie der stochastischen Programmierung, basierend auf seinen seit den 1980er Jahren durchgeführten Arbeiten zur asymptotischen Analyse und statistischen Interferenz von Sample Average Approximation (SAA) von stochastischen Programmen.
In der Risikotheorie entwickelte er eine neue Modellierungs-Methodologie für vielstufige risikomeidende Entscheidungsprozesse, die diese auf mehrere kleinere, miteinander verschachtelte Probleme mit kürzeren Zeithorizonten aufteilen und die mit dieser Methode numerisch besser handhabbar sind. Sie bildeten die Basis der Langzeitplanung der elektrischen Energieerzeugung in Brasilien. Von ihm stammen außerdem Beiträge zur Sensitivitätsanalyse und Optimalitätsbedingungen in der kontinuierlichen Optimierung, insbesondere konischen, nicht-stetigen und semi-infiniten Problemen, Problemen mit Matrix-wertigen Funktionen und Funktionen von Eigenwerten symmetrischer Matrizen, Variations-Ungleichungen und Problemen mit einschränkenden Bedingungen für Gleichgewichte.
2013 erhielt er den Khachiyan-Preis von INFORMS, 2018 den George-B.-Dantzig-Preis mit Andrzej Ruszczynski und 2021 den John-von-Neumann-Theorie-Preis für grundlegende Beiträge zu Theorie und numerischen Methoden der stochastischen Programmierung und bedeutende Beiträge zur nichtlinearen Analysis.
2020 wurde er in die National Academy of Engineering gewählt.
Er war Chefherausgeber von Mathematical Programming, Reihe A.

## Schriften (Auswahl)
- mit R. Y. Rubinstein: Discrete event systems: Sensitivity analysis and stochastic optimization by the score function method, Wiley 1993
- Simulation-based optimization: Convergence analysis and statistical inference, Stochastic Models, Band 12, 1996, S. 425–454
- mit J. F. Bonnans: Optimization problems with perturbations: A guided tour, SIAM Review, Band 40, 1998, S. 228–264
- mit A. J. Kleywegt, T. Homem-de-Mello: The sample average approximation method for stochastic discrete optimization,SIAM Journal on Optimization, Band 12, 2002, S. 479–502
- mit S. A. Ruszczynski: Stochastic programming, Handbooks in Operations Research and Management Science, Elsevier 2003
- mit T. Santoso, S. Ahmed, M. Goetschalckx: A stochastic programming approach for supply chain network design under uncertainty, European Journal of Operational Research, Band 167, 2005, S. 96–115
- mit A. Nemirovski: On complexity of stochastic programming problems, in: Continuous Optimization, Springer 2005, S. 111–146
- mit A. Ruszczynski: Optimization of convex risk functions, Mathematics of Operations Research, Band 31, 2006, S. 433–452
- mit J. Linderoth, S. Wright: The empirical behavior of sampling methods for stochastic programming, Annals of Operations Research, Band 142, 2006, S. 215–241
- mit A. Nemirovski: Convex approximations of chance constrained programs, SIAM Journal on Optimization, Band 17, 2007, S. 969–996
- mit A. Nemirovski, A. Juditsky, G. Lan: Robust stochastic approximation approach to stochastic programming, SIAM Journal on Optimization, Band 19, 2009, S. 1574–1609
- Monte Carlo sampling methods, in: Handbooks in Operations Research and Management Science, Elsevier, Band 10, 2003, S. 353–425
- mit J. F. Bonnans: Perturbation analysis of optimization problems, Springer 2013
- mit D. Dentcheva: Lectures on stochastic programming: modeling and theory, SIAM, 2009, 2014